# Salzhemmendorfer Dolomit

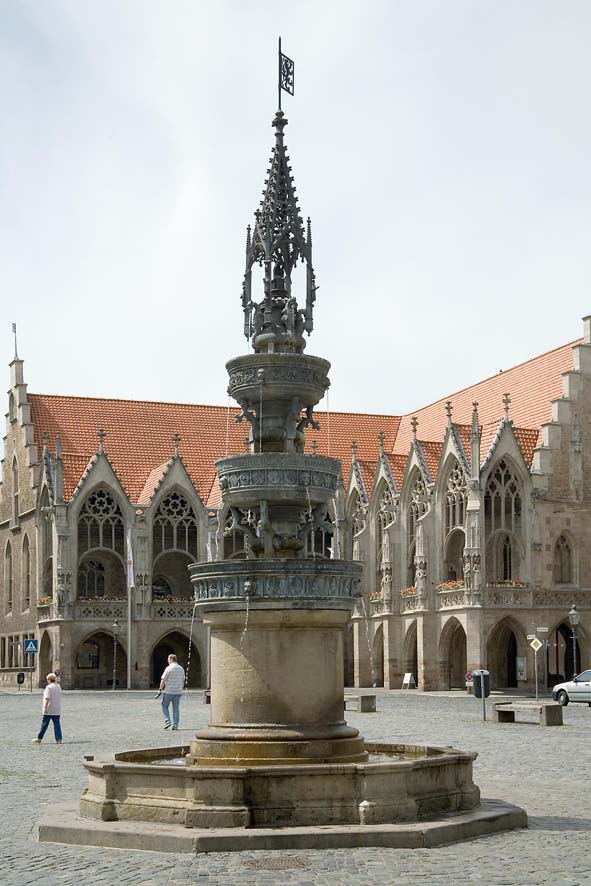
Der Altstadtmarktbrunnen in Braunschweig besteht unterhalb der großen Schale bis auf die Stufen zum steinernen Becken aus Salzhemmendorfer Dolomit

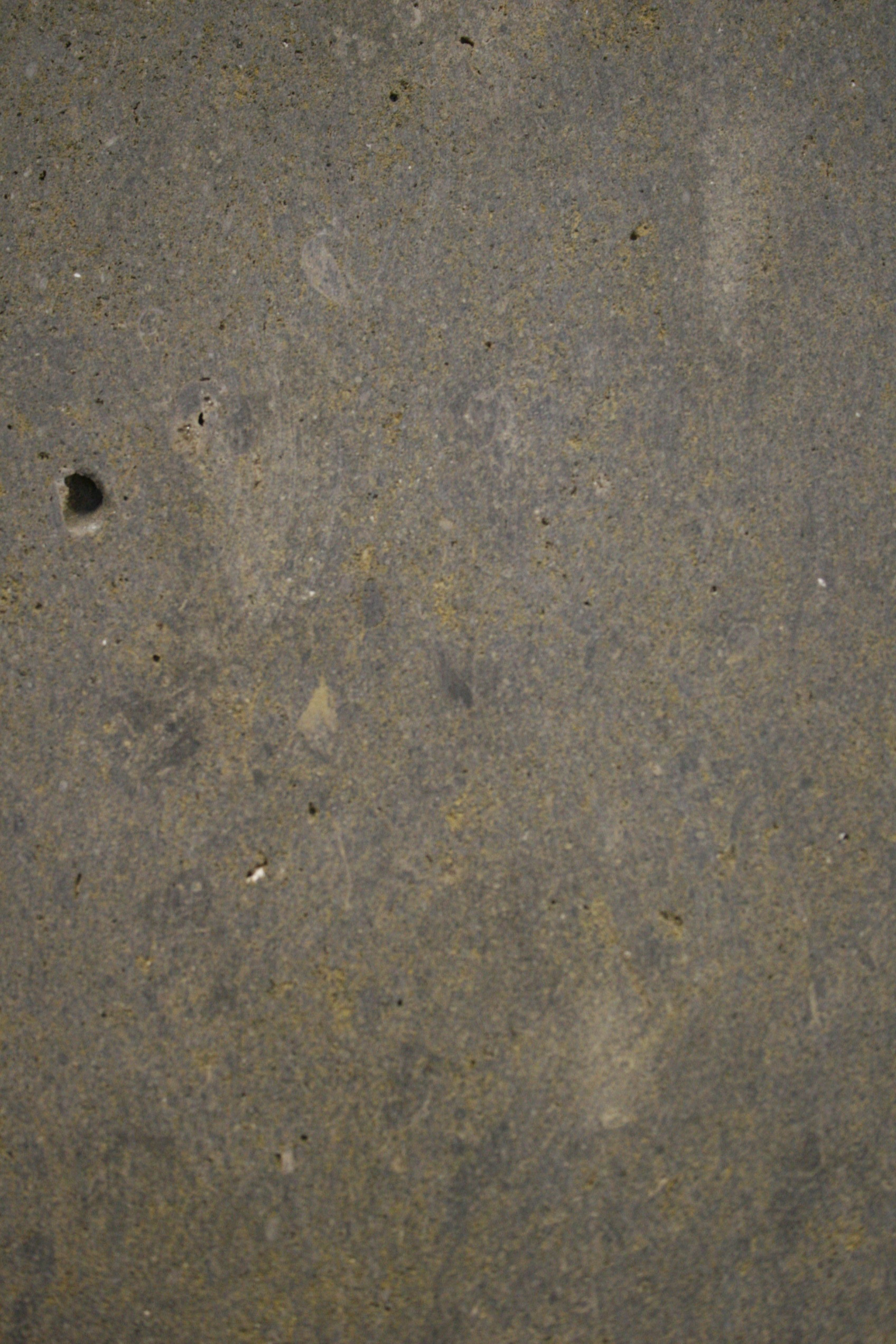
Salzhemmendorfer Dolomit: Muster ca. 22×14 cm, geschliffene Oberfläche

Salzhemmendorfer Dolomit, auch Salzhemmendorfer Korallenoolith genannt, wurde in Salzhemmendorf bei Hameln in Niedersachsen als Werkstein abgebaut. Er gehört lithostratigraphisch zum Korallenoolith des Norddeutschen Malm und entstand im Oxfordium (unterer Oberjura). Heute wird Salzhemmendorfer Dolomit nicht mehr für die Verwendung als Naturstein abgebaut, sondern für andere Zwecke wie zum Beispiel für den Straßenbau und für die Stahl- und Glasherstellung.

## Vorkommen
Das Vorkommen reicht von Lübbecke, Minden, Lemgo bis Braunschweig. Es handelt sich um einen dolomitischen Kalkoolith. Im Braunschweiger Raum enthält dieses Gestein weniger Sande als in anderen Gebieten und tritt als reinerer Kalkstein auf. Das Gestein ist bis zu 30 Meter mächtig, im Weserraum bis zu 50 Meter und am Weserdurchbruch Porta Westfalica 20 Meter. Während vor dem Zweiten Weltkrieg etwa 10 Steinbrüche aktiv waren, wurden im Jahre 1951 lediglich 2 gezählt.

## Gesteinsbeschreibung
Das Gestein ist ein grauer bis graubräunlicher feinporiger Dolomit, ein Karbonatgestein. Ein ursprünglich oolithisches Gestein, das aus rundlichen Mineralkörnern bestand, wurde zerstört und erneut überprägt (verdichtet). In diesem Prozess entstand ein neues Gestein, das ursprünglich aus Kalkkorallen bestand.
Das Gestein hat einen relativ großen und sichtbaren Porenraum. Die Poren sind von 0,1 bis 0,3 Millimeter groß. Es kommen aber auch größere Poren (siehe Abbildung) im Einzelfall vor. 
Die Oberfläche des Salzhemmendorfer Dolomit verwittert im Freien, sie kann angelöst werden und bleicht beige aus. Sein Verwitterungsverhalten ist gut.

## Verwendung
Hauptsächlich verwendet wurde dieser Dolomit als Massivbaustein, als Bodenplatten, Treppen und Fenstergesimse im Außenbereich, aber auch für die Bildhauerei und für Denkmäler und Grabmale.
Im Raum Bodenwerder und Eschershausen wurde er für Denkmäler auf Friedhöfen und des Weiteren in weiteren Orten Niedersachsen häufig als Haussockelstein verbaut, da er sehr verwitterungsbeständig ist.

## Einzelnachweis
1. ↑  Otto Sickenberg: Steine und Erden. Die Lagerstätten und ihre Bewirtschaftung. Geologie und Lagerstätten Niedersachsens, 5. Bd. Dorn-Verlag, Bremen, Horn 1951, S. 274f und 276

Koordinaten: 52° 3′ 24,5″ N, 9° 36′ 18,1″ O